# الحسن بن علي الجويني
الحسن بن علي الجُويْني هو أبو علي الحسن بن علي بن إبراهيم الملقّب بـ فخر الملك الجويني وكان يلقب فخر الكتاب، وهو من الأصل بغدادي، من الكتّاب المشهورين، وصاحب الخط المنسوب، والأديب الشاعر ، ويعرف بابن اللعيبة. كان مقيما في بغداد ثمّ انتقل إلى مصر وكان يُعرف بها بالبغدادي، أثنى عليه العماد الكاتب وبالغ في ثنائه، وكان من ندماء نور الدين الزنكي. وفي زمان ابن رُزَّيْك سافر إلى مصر وأقام فيها، وفاق الناس بخطّه فلم يستطع أحد أن يجاريه.
كان جماعة من أهل الكتابة المتحققين بها يقولون لم يكتب أحد بعد أبي الحسن علي بن هلال ابن البواب أجود من الجويني، وكان أستاذه في الكتابة يعقوب الغزنوي كتب عليه ببغداد إلا أنه أبر عليه وزاد حتى لا تناسب بين خطيهما وكان من شيمة الجويني أنه ما كتب شيئا قط بخطه كثر أو قل دق أو جل إلا ويكتب في آخره (كتبه علي بن الحسن الجويني) وكتب عليه جماعة من الكتاب وافتخروا بأستاذيته كابن القيسراني وغيره وكان ينتقل في البلاد حتى حط بركه بالديار المصرية ونفق بها سوقه وعلا على أبناء جنسه قدره وعظم شأنه وارتفع مكانه وكان مع ذلك لا يترك هيئته وسمته فإنه كان يتزيّا زي أهل  التصوف وبلغ من علو قدره بالديار المصرية إلى أن ولي ولده عز الدين إبراهيم ولاية القاهرة بعدما ولي ولاية الإسكندرية مدة وكان محمود السيرة. كان أهل مصر ممن شاهد ولايته يحسن الثناء عليه وكان ملوكي الهمة شريف النفس أعني ولده عز الدين إبراهيم وكان فخر الكتاب يقول الشعر ويتعاناه إلا أنه لم يكن فيه بذاك.

## شعره
من شعره يمدح القاضي الفاضل وهو من أجود شعره: [الكامل]

| لولا انقطاع الوحي كان منزلا |  | في الفاضل بن علي البيساني |
| نثني عليه بمثل ما تثني على  |  | أفعاله المرضية الملكان    |

ومن شعره في الزهد: [الكامل]

| كم كادت الأوطان تشغلنا |  | بزخارف الدنيا عن الله   |
| حتى تغربنا فكم غير     |  | يقطعن عقل الغافل اللاهي |

## وفاته
مات بمصر، في العاشرمن صفر، سنة 586 هـ.